# Уинчестер (Вайоминг)
Уинчестер (англ. Winchester) — невключённая территория, расположенная в округе Уошаки (штат Вайоминг, США) с населением в 60 человек по статистическим данным переписи 2000 года.

## География
По данным Бюро переписи населения США невключённая территория Уинчестер имеет общую площадь в 14,76 квадратных километров, из которых 14,24 кв. километров занимает земля и 0,52 кв. километров — вода. Площадь водных ресурсов округа составляет 3,52 % от всей его площади.
Уинчестер расположен на высоте 1291 метр над уровнем моря.

## Демография
По данным переписи населения 2000 года в Уинчестере проживало 60 человек, 20 семей, насчитывалось 25 домашних хозяйств и 25 жилых домов. Средняя плотность населения составляла около 4,2 человек на один квадратный километр. Расовый состав Уинчестера по данным переписи распределился следующим образом: 98,33 % белых, 1,67 % — других народностей. Испаноговорящие составили 1,67 % от всех жителей невключённой территории.
Из 25 домашних хозяйств в 20,0 % — воспитывали детей в возрасте до 18 лет, 68,0 % представляли собой совместно проживающие супружеские пары, в 4,0 % семей женщины проживали без мужей, 20,0 % не имели семей. 20,0 % от общего числа семей на момент переписи жили самостоятельно, при этом 4,0 % составили одинокие пожилые люди в возрасте 65 лет и старше. Средний размер домашнего хозяйства составил 2,40 человек, а средний размер семьи — 2,65 человек.
Население невключённой территории по возрастному диапазону по данным переписи 2000 года распределилось следующим образом: 21,7 % — жители младше 18 лет, 3,3 % — между 18 и 24 годами, 26,7 % — от 25 до 44 лет, 40,0 % — от 45 до 64 лет и 8,3 % — в возрасте 65 лет и старше. Средний возраст жителей составил 44 года. На каждые 100 женщин в Уинчестере приходилось 100,0 мужчин, при этом на каждые сто женщин 18 лет и старше приходилось 88,0 мужчин также старше 18 лет.
Средний доход на одно домашнее хозяйство в невключённой территории составил 31 094 доллара США, а средний доход на одну семью — 31 094 доллара. При этом мужчины имели средний доход в 31 250 долларов США в год против 0 долларов среднегодового дохода у женщин. Доход на душу населения в невключённой территории составил 17 274 доллара в год. Все семьи Уинчестера имели доход, превышающий уровень бедности.